# Argomaniz

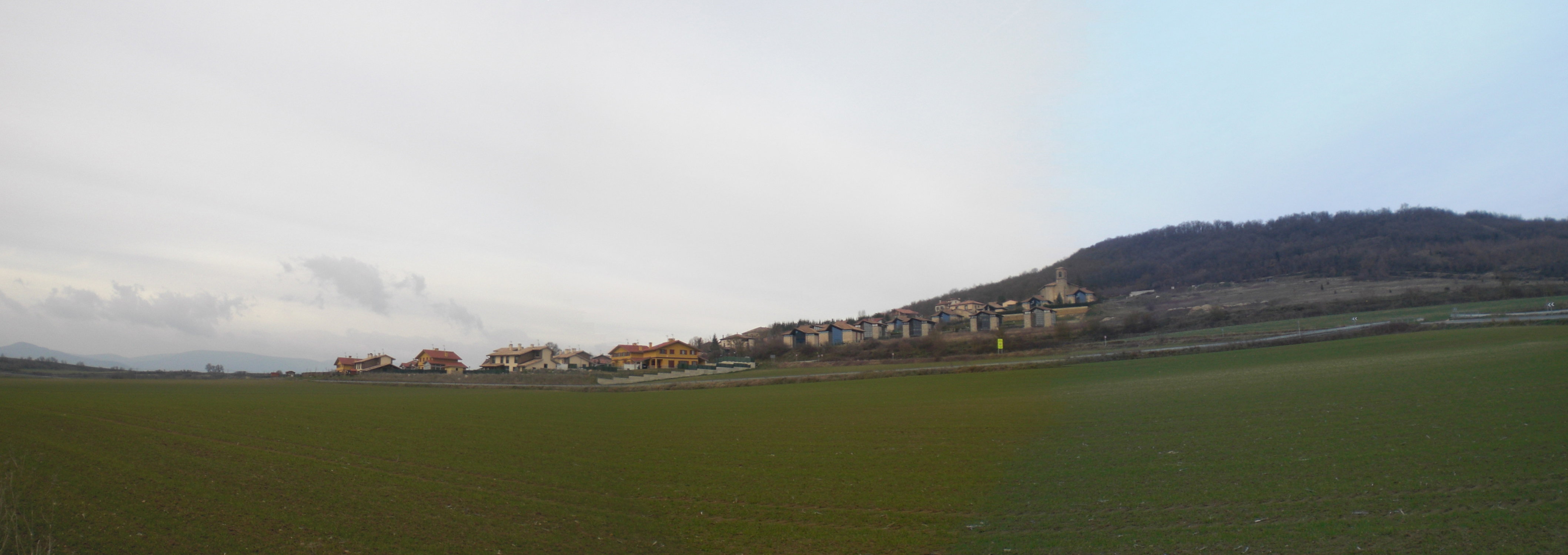
Argomaniz

Argomaniz , est une commune ou une contrée appartenant à la municipalité de Elburgo dans la province d'Alava, située dans la Communauté autonome basque en Espagne.